# 聖利奧 (明尼蘇達州)
聖利奧（英語：St. Leo）是一個位於美國明尼蘇達州耶洛梅德辛縣的城市。

## 歷史
聖利奧得名自教宗良一世（Pope Leo I）。聖利奧的郵局於1880年設立，其後於1991年停運。

## 人口
根據2020年美國人口普查的數據，聖利奧的面積為0.655平方千米，皆為陸地。當地共有人口93人，而人口密度為每平方千米142人。